# Margherita Pusterla

Stemma Visconti

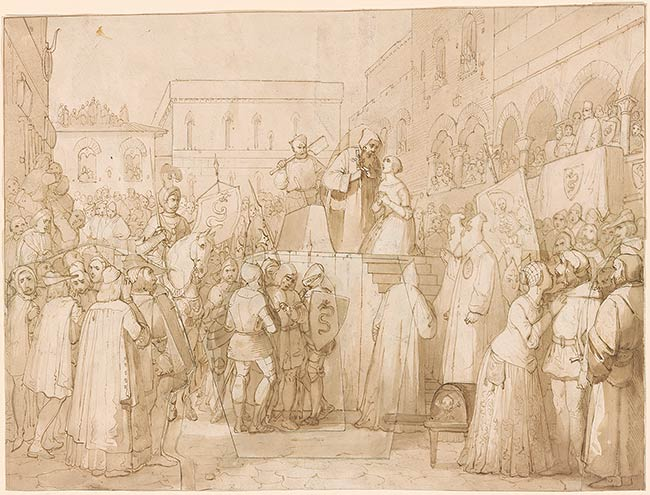
Esecuzione di Margherita Pusterla (Francesco Hayez)

Margherita Pusterla nata Visconti (Milano, XIV secolo – 1341) è stata una nobile italiana.

## Biografia
Figlia di Uberto Visconti, Margherita sposò nella prima metà del XIV secolo il nobile Franciscolo Pusterla, membro di una delle più importanti famiglie patrizie milanesi.
È la protagonista di un romanzo storico di Cesare Cantù, dal titolo omonimo, che la rese famosa, e di un dramma anonimo in sei atti di inizio Novecento.
Margherita pagò cara la sua bellezza, che attirò l'interesse di molti uomini, in particolare quello del cugino Luchino Visconti. Questo, una volta salito al potere e divenuto signore di Milano, cercò più volte di approfittarne. Venuto a conoscenza del comportamento di Luchino Visconti, Franciscolo Pusterla, marito di Margherita, per vendicarsi, organizzò una congiura contro di lui, assieme ad altre famiglie nobili milanesi, tra cui gli Aliprandi. 
Scoperta la congiura, il Visconti imprigionò la famiglia Pusterla (composta da Margherita, Franciscolo e il loro figlio Venturino), e successivamente li fece decapitare.
Nel romanzo, a questa storia principale se ne intrecciano altre, come per esempio quella di frà Buonvicino, il quale da giovane s'innamorò di Margherita, che lo rifiutò con grazia.  Buonvicino seguì quindi la vocazione e diventò un frate colmo di fede e carità. Sarà proprio lui ad assistere Margherita nei giorni precedenti alla sua esecuzione. Un altro personaggio di rilievo è Alpinolo, devoto servitore di Margherita e scudiero di Franciscolo, che cerca di farli evadere dal carcere, finendo anch'egli giustiziato. Poco prima della morte scoprirà chi era suo padre.
Il romanzo ottocentesco Margherita Pusterla di Cesare Cantù può esser paragonato in più punti al famoso romanzo storico del contemporaneo Manzoni: "I Promessi Sposi". Nel 1967 la Rai ne trasmise una versione radiofonica con la regia di Carlo Di Stefano, interpretata da Valentina Fortunato e Adalberto Maria Merli.

## Discendenza
Margherita e Francesco ebbero tre figli:
- Ambrogio
- Filippo
- Pagano